# Ave Maria (Vavilov)
Az Ave Maria egy közkedvelt, gyakran előadott és sok népszerű énekes által lemezre énekelt ária, amelyet – talán a cikornyás dallamvezetése miatt – jellemzően Giulio Caccininek tulajdonítanak, habár a zeneszerzője Vlagyimir Fjodorovics Vavilov, aki 1970 körül komponálhatta. A dalt maga Vavilov vette fel és jelentette meg elsőként 1970-ben a szovjet állami zeneműkiadó kiadásában, mint ismeretlen szerző művét. Valószínűleg Mark Sakin orgonista, a zeneműkiadó egyik előadója volt az, aki először Caccinit tüntette fel szerzőként azon a nagylemezén, amelyen ezt a dalt is előadta – már Vavilov halála után –, és ő adhatta tovább más előadóknak, mint „újonnan felfedezett” dalt. A világhírt Oleg Jancsenko orgonista és Irina Arkhipova énekesnő közös, 1987-es felvétele hozta meg a dalnak.
A dal egyébként nem „igazi” Ave Maria, mert nem az Üdvözlégy eredeti latin nyelvű szövegét recitálja, a dalszöveget kizárólag a címbeli két szó ismétlődése adja.

## Jelentősebb felvételei
- 1970 – Vlagyimir Vavilov, Nagyezsda Vainer (ének), Melogyija kiadó
- 1987 – Irina Arkhipova, Oleg Jancsenko hangszerelésében
- 1994 – Inessa Galante orgonán, a Campion kiadó Musica Sacra című koncertalbumán
- 1994 – Ilga Tiknuse, a The Organ of Riga Dome összeállítás 3. albumán
- 1995 – Inessa Galante Georgs Brinums hangszerelésében, a Campion kiadó Debut című albumán
- 1997 – Lesley Garrett, Nick Ingman hangszerelésében, az A Soprano Inspired című albumon
- 1998 – Charlotte Church, ugyancsak Nick Ingman hangszerelésében, a Voice of an Angel albumon
- 1998 – Julian Lloyd Webber a Cello Moods albumon
- 1999 – Andrea Bocelli a Sacred Arias című albumán
- 2001 – Sumi Jo, Steven Mercurio hangszerelésében, a Prayers című lemezen
- 2003 – Minako Honda, az Ave Maria című lemezen
- 2005 – Hayley Westenra, szintén Steven Mercurio hangszerelésében, az Odyssey lemezén
- 2008 – Kokia, a The Voice albumán
- 2014 – Jackie Evancho, az Awakening című lemezen
- 2014 – Elina Garanca, a Meditation albumon
- 2015 – Tarja Turunen, az Ave Maria – En Plein Air lemezen

Ismert előadói között említhető a magyar kontratenor, Vásáry André is.

## Filmekben
- Our Lady of the Assassins (2000, az amerikai változat trailerében)
- Donnie Darko (2001)
- Trollywood (2004)
- Hitman - A bérgyilkos (2007)

## Fordítás
- Ez a szócikk részben vagy egészben  az   Ave Maria (Vavilov) című angol Wikipédia-szócikk fordításán alapul.  Az eredeti cikk szerkesztőit annak laptörténete sorolja fel. Ez a jelzés csupán a megfogalmazás eredetét és a szerzői jogokat jelzi, nem szolgál a cikkben szereplő információk forrásmegjelöléseként.